# دایره واحد

تصویری از دایره‌ای واحد

دایره واحد، دایره‌ای به شعاع واحد است. معمولاً و به خصوص در مثلثات، دایرهٔ واحد دایره‌ای است با شعاعی به طول ۱ که مرکز آن نقطهٔ (۰،۰) در دستگاه مختصات دکارتی در صفحه اقلیدسی است. با استفاده از این دایره‌ی ساده می‌توان نسبت‌های مثلثاتی را به بدست آورد.
اگر (x٫y) نقطه‌ای بر روی دایره واحد در ربع اول باشد آنگاه x و y طول ضلع‌های مثلث قائم‌الزاویه با وتری به طول یک هستند؛ بنابراین بر اساس قضیه فیثاغورس، x و y در معادلهٔ {\displaystyle x^{2}+y^{2}=1} صدق می‌کنند. این معادله، معادلهٔ دایره‌ای به شعاع ۱ و مرکز مبدأ مختصات است که هر نقطه‌ای روی دایرهٔ واحد در آن صدق می‌کند.
همچنین با استفاده از مفهوم دایره‌ی مثلثاتی می‌توان طول‌ها و زوایا را در اشکال هندسی بدست آورد.

## صورت‌های نقاط دایره واحد
- صورت نمایی:

{\displaystyle z=\,\mathrm {e} ^{i\theta }\,}
- صورت مثلثاتی:

{\displaystyle z=\cos(\theta )+i\sin(\theta )\,}
{\displaystyle \theta } زاویه‌ای است که خط گذرنده از Z و مبدأ مختصات با جهت مثبت محور Xها می‌سازد.

## توابع مثلثاتی بر دایرهٔ واحد

نمایش نسبت‌های مثلثاتی در دایره مثلثاتی

جهت مثبت دایره مثلثاتی را مخالف جهت حرکت عقربه‌های ساعت در نظر می‌گیرند.
نقطه‌ای مانند {\displaystyle A} با مختصات {\displaystyle (\cos \theta ,\sin \theta )} بر روی محیط دایره در نظر بگیرید (شکل روبرو). طبق تعاریف سینوس و کسینوس می‌دانیم که {\displaystyle \cos(\theta )=x\,\!} و {\displaystyle \sin(\theta )=y\,\!}. از طرفی برای مثلث قائم‌الزاویه {\displaystyle OAC} که وتر آن یک واحد است، داریم {\displaystyle \cos ^{2}(\theta )+\sin ^{2}(\theta )=1\,\!} که این رابطه یکی از پایه‌ای‌ترین مفاهیم مثلثات است.
با توجه به خواص دایره مثلثاتی و از آنجا که توابع سینوس و کسینوس متناوب هستند خواهیم داشت:
{\displaystyle \cos \theta =\cos(2\pi k+\theta )\,\!}
{\displaystyle \sin \theta =\sin(2\pi k+\theta )\,\!}

## محور‌های نسبت‌های مثلثاتی

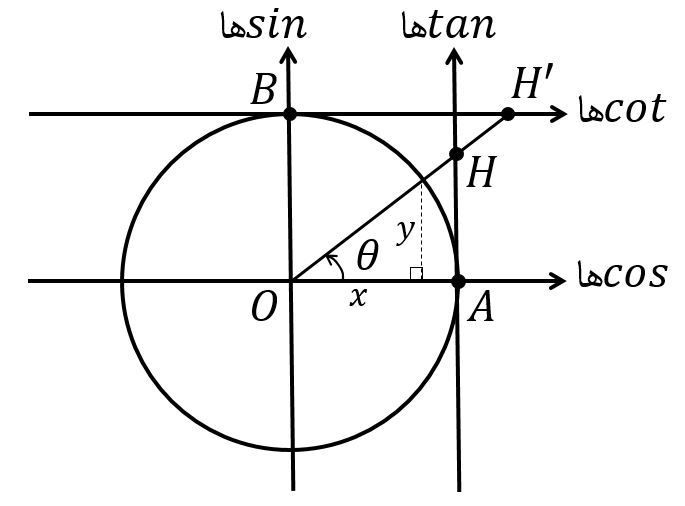
نمایش محورهای نسبت‌های مثلثاتی در دایره مثلثاتی

در دایره مثلثاتی با شناخت محورها و رسم آن‌ها به راحتی می‌توانیم مقادیر زوایای مختلف و علامت آن‌ها را پیدا کنیم. در دایره مثلثاتی محور طول‌ها محور کسینوس‌ها نامیده می‌شود و محور عرض‌ها محور سینوس ها. اگر از سمت راست و از فاصله یک واحدی مرکز دایره مثلثاتی (نقطه A در شکل روبه رو) خطی به موازات محور سینوس‌ها رسم کنیم، این خط محور تانژانت‌ها نامیده خواهد شد. همچنین اگر از سمت فوقانی و فاصله یک واحدی مرکز دایره مثلثاتی (از نقطهٔ B در شکل رو به رو) خطی به موازات محور کسینوس‌ها رسم کنیم این محور، محور کتانژانت‌ها نام دارد.  سمت راست محور کسینوس‌ها و محور کتانژانت‌ها مثبت و سمت چپ منفی می‌باشد. اگر زاویهٔ مورد نظر را داشته باشیم، و از ضلع انتهایی به این محورها وصل کنیم، علامت و مقدار آن‌ها مشخص می‌شود.